# Кочковатка (Омская область)
Кочкова́тка — деревня в Называевском районе Омской области России. Входит в Богодуховское сельское поселение.
Население 74 чел. (2010) .

## География
Деревня находится на северо-западе от районного центра города Называевска.

## История
Основана деревня в 1896 году белорусскими поселенцами. С 1934 года на территории Кочковатки действовали 2 колхоза: колхоз «Им. Ленина» и козхоз «им. Кагановича». В 1964 году вошла в состав совхоза «железнодорожник», вместе с сёлами Богодуховка, Черемновка, Спасск и др. Но в 2002 году сгорело помещение с телятами, после чего всё хозяйство дало трещину и начало рушиться. В 2004 году совхоз окончательно «развалился». Жители деревни остались без работы. В 2005 году были закрыта кочковатская девятилетняя школа (обучали с 1-4 класс), но уже на следующий год была закрыта и начальная школа. Последним директором Кочковатской школы была Бова Р. С. затем она стала учителем начальных классов.

## Население
| 1926 | 2002 | 2010 |
| ---- | ---- | ---- |
| 724  | ↘163 | ↘74  |

Гендерный состав
По данным Всероссийской переписи населения 2010 года в гендерной структуре населения из 74 человек мужчин — 39, женщин — 35	(52,7 и 47,3 % соответственно)
Национальный состав
Согласно результатам переписи 2002 года, в национальной структуре населения русские составляли 94 % от общей численности населения в 163 чел. .